# لیپالینگیس
لیپالینگیس (به لاتین: Leipalingis) یک منطقهٔ مسکونی در لیتوانی است که در شهرستان آلیتوس واقع شده‌است.

## خصوصیات
لیپالینگیس ۱٬۷۳۶ نفر جمعیت دارد.